# Kommunal- og regionsrådsvalg 2025
|  | Denne artikel beskriver en fremtidig begivenhed Denne artikel eller sektion handler om planlagt eller forventet fremtidig begivenhed. Der kan forekomme spekulativ information, og indholdet kan ændres dramatisk når begivenheden nærmer sig og mere information bliver tilgængelig. |

Kommunal- og regionalvalget 2025 er planlagt til at blive afholdt tirsdag den 18. november 2025, hvilket er den tredje tirsdag i november i valgåret. Der skal vælges nye kommunalbestyrelses- og regionsrådsmedlemmer i alle Danmarks kommuner og i fire regioner, da to af regionerne sammenlægges til én 1. januar 2027. Valget vil gælde fra 1. januar 2026, og de medlemmer som blev valgt ved det forrige valg i 2021 vil afgå per 31. december 2025, dog først den 31. december 2026 for regionsrådsmedlemmerne i de to regioner, der sammenlægges 1. januar 2027.[kilde mangler] Der vælges 2436 politikere (foreløbigt antal) til kommunalbestyrelserne og 134 politikere til de fire regionsråd: 25 i R. Nordjylland, 31 i Midtjylland, 31 i Syddanmark og 47 i Østdanmark. Region Østdanmark oprettes 1. januar 2027, og de 47 politikere, som er valgt i 2025, begynder først deres valgperiode som politikere i regionen fra oprettelsen. De 47 politikere fungerer som sammenlægningsudvalg i 2026. Regionsrådene i de to regioner, som sammenlægges, forlænger deres valgperiode med hele året 2026, mens strukturen i den nye region opbygges, selvom disse råd kun oprindelig er valgt for perioden 2022 til 2025.[kilde mangler]
Økonomiudvalget i Rebild Kommune besluttede i juni 2024 at slanke byrådet, så der i 2025 vælges 23 og ikke 25 medlemmer.Frederiksberg kommune øger antallet af medlemmer i kommunalbestyrelsen fra 29 til 31. Der vælges derfor 2436 medlemmer af kommunalbestyrelserne ved valget.[kilde mangler]